# Strotarchus
Strotarchus es un género de arañas araneomorfas de la familia Miturgidae. Se encuentra en América y Sur de Asia.

## Lista de especies
Según The World Spider Catalog 13.5:
- Strotarchus alboater Dyal, 1935
- Strotarchus beepbeep Bonaldo, Saturnino, Ramírez & Brescovit, 2012
- Strotarchus bolero Bonaldo, Saturnino, Ramírez & Brescovit, 2012
- Strotarchus gandu Bonaldo, Saturnino, Ramírez & Brescovit, 2012
- Strotarchus jacala Bonaldo, Saturnino, Ramírez & Brescovit, 2012
- Strotarchus mazamitla Bonaldo, Saturnino, Ramírez & Brescovit, 2012
- Strotarchus michoacan Bonaldo, Saturnino, Ramírez & Brescovit, 2012
- Strotarchus minor Banks, 1909
- Strotarchus monasticus Bonaldo, Saturnino, Ramírez & Brescovit, 2012
- Strotarchus nebulosus Simon, 1888
- Strotarchus piscatorius (Hentz, 1847)
- Strotarchus planeticus Edwards, 1958
- Strotarchus praedator (O. Pickard-Cambridge, 1898)
- Strotarchus silvae Bonaldo, Saturnino, Ramírez & Brescovit, 2012
- Strotarchus tamaulipas Bonaldo, Saturnino, Ramírez & Brescovit, 2012
- Strotarchus tlaloc Bonaldo, Saturnino, Ramírez & Brescovit, 2012
- Strotarchus tropicus (Mello-Leitão, 1917)
- Strotarchus urarina Bonaldo, Saturnino, Ramírez & Brescovit, 2012
- Strotarchus violaceus F. O. Pickard-Cambridge, 1899
- Strotarchus vittatus Dyal, 1935
- †Strotarchus heidti Wunderlich, 1988
- †Strotarchus paradoxus (Petrunkevitch, 1963)
- Strotarchus Chamevazquesi (A. Cubas, 2023)